# Blessed Be
Blessed Be – piąty album studyjny fińskiej grupy The 69 Eyes. Został wyprodukowany przez Gaga Goodies/Poko Rekords. Album jest dalszym odejściem od wcześniejszej stylistyki glam rockowej ku rockowi gotyckiemu. Pierwszym singlem płyty był „Gothic Girl”, a następnym „Brandon Lee”.

## Lista utworów
1. "Framed in Blood" – 3:45
2. "Gothic Girl" – 4:22
3. "The Chair" (feat. Ville Valo)– 4:09
4. "Brandon Lee" – 3:28
5. "Velvet Touch" – 4:38
6. "Sleeping with Lions" – 3:44
7. "Angel on My Shoulder" (feat. Ville Valo) – 3:55
8. "Stolen Season" – 4:33
9. "Wages of Sin" – 4:08
10. "Graveland" – 5:06
11. "30" – 2:59

## Muzycy
- Jyrki 69 – śpiew
- Timo-Timo – gitara rytmiczna
- Bazie – gitara prowadząca
- Jussi 69 – perkusja
- Archzie – gitara basowa